# Mlîniv, Ucraina
Mlîniv (în ucraineană Млинів) este așezarea de tip urban de reședință a raionului Mlîniv din regiunea Rivne, Ucraina. În afara localității principale, nu cuprinde și alte sate.

## Demografie
Componența lingvistică a așezării de tip urban Mlîniv
     Ucraineană (98,54%)
     Rusă (1,4%)
     Alte limbi (0,02%)
Conform recensământului din 2001, majoritatea populației așezării de tip urban Mlîniv era vorbitoare de ucraineană (98,54%), existând în minoritate și vorbitori de rusă (1,4%).